# Stanislaw Stanislawowitsch Bunin
Stanislaw Stanislawowitsch Bunin (russisch Станислав Станиславович Бунин; * 25. November 1966 in Moskau, Russische SFSR, Sowjetunion) ist ein ehemals sowjetischer, jetzt russischer Pianist.

## Leben
Bunins Vater war der Pianist Stanislaw Neuhaus, sein Großvater der große Klavierpädagoge  Heinrich Neuhaus. Außerdem ist er mit Karol Szymanowski verwandt. Bunin studierte seit seinem 6. Lebensjahr insgesamt 11 Jahre an der Moskauer Zentralen Musikschule bei Elena Richter, später am Moskauer Konservatorium bei Sergei Dorenski. 1983 gewann er den Concours Marguerite Long-Jacques Thibaud in Paris, 1985 den Chopin-Wettbewerb in Warschau. 1988 emigrierte er aus der Sowjetunion nach Deutschland und lebte in Hamburg-Eilbek. Später übersiedelte er nach Japan. 1991–1998 war er Professor an der größten Musikschule Japans, Senzoku Gakuen, an der er 1992 das Klavierkunstkomitee gründete.
1997 gründete er die Organisation Stanislav Bunin Enterprise, die besonderen Wert darauf legt, mittellose Kinder mit musikalischer Begabung zu unterstützen, unter anderem bei der Instrumentenbeschaffung.
Bunin hat für zahlreiche Labels eingespielt, vor allem Melodija, EMI und Deutsche Grammophon. Neben Aufnahmen von Bach und Schumann gilt sein besonderes Interesse den Werken von Frédéric Chopin.
Er gibt weiterhin Konzerte auf der ganzen Welt, unter anderem mit den Berliner Philharmonikern.